# Josep Picó
Josep Picó Lladó (Sabadell, 12 de abril de 1964) é um ex-jogador de polo aquático espanhol, medalhista olímpico.

## Carreira
Josep Picó fez parte da geração de prata do polo aquático espanhol, vice-campeão olímpico de 1992.